# Poderosa Basket Montegranaro
Poderosa Basket Montegranaro, conocido por motivos de patrocinio como XL EXTRALIGHT® Montegranaro, es un club de baloncesto con sede en la ciudad de Montegranaro, en Las Marcas, que actualmente juega en la Serie A2, la segunda categoría del baloncesto italiano. Fue fundado en 1993.

## Historia

### Primeros pasos
El club fue fundado en 1993 por iniciativa de un grupo de amigos, entre ellos Luca Lerici (que durante años también desempeñó el papel de capitán) y Francesco Intendente, ambos destinados a formar parte del personal del club. Al final de ese año, el equipo logró obtener el ascenso a la Serie D, pero tuvo que abandonarla por razones económicas. El Poderosa continuó jugando el Campeonato de Promoción durante algunos años, sin objetivos competitivos particulares, solo de forma recreativa.
La participación en la Serie D se intentó durante años sin éxito, hasta que en la temporada 2006-2007 alcanzaron finalmente el objetivo. Al año siguiente se produjo otro ascenso, cuando el equipo del ambicioso mecenas Riccardo Bigioni (que llegó algunos años antes del equipo juvenil del Sutor Montegranaro) alcanzó la Serie C2 al vencer al Sacramento Porto Potenza en la final de la eliminatoria, en el culminación de un año inicialmente preocupante desde el punto de vista de los resultados.
La Poderosa pasó dos años en la Serie C regional, antes de lograr un nuevo ascenso en la temporada 2009-2010, con un primer lugar en la clasificación, tras un duelo durante todo el año con el Macerata. Importante en este sentido fue el enfrentamiento en el PalaSavelli, ganado por el equipo de Montegranaro del entrenador Paolo Pagliariccio con un triple a un segundo del final del croata Sanjin Kastmiler. Además de lograr el campeonato, en esa temporada el equipo también triunfó en la Coppa Marche.
Dos años más tarde, en la temporada 2011-2012, la Poderosa llegó a la final de los play-offs, perdiendo ante el Stamura Basket 1920. A pesar de esto, el club fue repescado en la División Nacional B, la cuarta categoría del baloncesto italiano, terminando en quinto lugartras los desempates. En el verano de 2013, la familia Bigioni se hizo cargo por completo de la Escuela de Baloncesto Montegranaro. El equipo del nuevo entrenador Furio Steffè, que reemplazó a Piero Bianchi en esa temporada, ganó una vez más los play-offs de cuartos de final. En 2014, con la desaparición del Sutor de la serie principal, la Poderosa se convirtió en el primer equipo de la ciudad. Durante la temporada 2014-2015, los Gialloneri ganaron 15 partidos consecutivos en la temporada regular, pero perdieron 3-1 en la serie de semifinales contra Rieti.
Al año siguiente, el equipo llegó finalmente a las finales de los play-offs, y ganó 3-2 al Amatori Pescara. El formato de la época, sin embargo, proporcionó solo tres ascensos entre los cuatro ganadores de la misma cantidad de rondas: la final four de Montecatini fue fatal para la Poderosa, siendo derrotados por el Eurobasket Roma y el Pallacanestro Forlì 2.015, no logrando el ascenso a la que había sido renombrada como Serie B.

### 2016:Ascenso a la Serie A2
Tras esfumarse el ascenso a la Serie A2, en agosto de 2016 la directiva decidió cambiar los colores sociales, pasando del giallonero (amarillo y negro) al gialloblu (amarillo y azul) típico de la ciudad de Montegranaro. No fue el único cambio, ya que los dirigentes del club optaron por confiar el banco a Gabriele Ceccarelli, de 30 años, en su debut como entrenador principal en un nivel superior. Al final de una temporada regular en la que acabaron en el primer lugar, la Poderosa ganó los desempates y llegó a la Final Four de Montecatini, que tenía la misma fórmula del año anterior. La victoria en semifinales por 74-64 ante el Bergamo Basket 2014, fue suficiente para obtener el primer ascenso histórico a la Serie A2. Tras el ascenso, el equipo tuvo que pasar de la "Bombonera" de Montegranaro a la más espaciosa PalaSavelli de Porto San Giorgio como sede de sus partidos.